# André Luís Farias
André Luís Rangel de Farias (Olinda, 4 de fevereiro de 1973), é um empresário e político brasileiro.

## Biografia
ALF já ocupou uma cadeira na câmara estadual. Ele foi eleito em 2002, pelo PDT, com 21.969 votos.